# Adolphe Hélière
Adolphe Hélière (Rennes, 2 febbraio 1888 – Nizza, 14 luglio 1910) è stato un ciclista su strada francese.
Professionista nel 1910, morì durante un giorno di riposo del Tour de France dello stesso anno.

## Carriera
Prese parte al Tour de France 1910 come isolato. Il giorno successivo alla sesta tappa, durante un bagno sulla spiaggia di Nizza, morì annegato, secondo alcune fonti a causa di una congestione per altre per una puntura di medusa, risultando così il primo corridore deceduto durante la Grande Boucle.

## Piazzamenti

### Grandi Giri
- Tour de France

1910: non partito (7ª tappa)